# Luc Plamondon

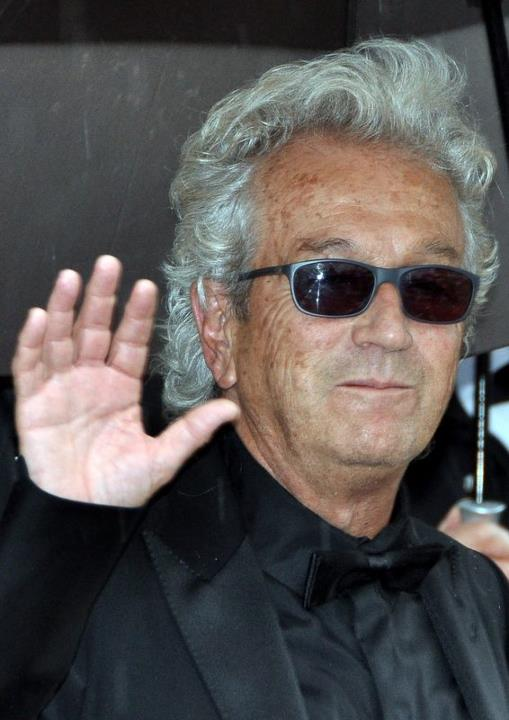
Luc Plamondon, 2012

Luc Plamondon (* 2. März 1942 in Saint-Raymond, Québec) ist ein kanadischer Songwriter.

## Leben
Plamondon hat für zahlreiche Sänger Stücke geschrieben, unter anderem für die Kanadier Bruno Pelletier, Robert Charlebois, Céline Dion und die Franzosen Julien Clerc und Johnny Hallyday. Außerdem ist er Mitautor mehrerer Musicals. Die zwei erfolgreichsten sind die Rockoper Starmania und Notre Dame de Paris. Plamondon lebt in Montreux in der Schweiz.

## Preise und Auszeichnungen
Plamondon erhielt unter anderem:
- 2002: Order of Canada für seine Verdienste in der Musik
- 1990: Ordre national du Québec
- 1997: Genie Award für den besten Original Song
- 1999: Aufnahme in die Canadian Music Hall of Fame[1]
- 1963, 2004 und 2005: Nominierungen für den Genie-Award[2]

## Filmmusik
Für die Filme
- 2001: Who Is Bernard Tapie? (Dokumentarfilm)
- 1999: Asterix & Obelix gegen Caesar
- 1993: Estelle (TV-Serie)

verfasste er Teile des Soundtracks.